# Bertrand do Brasil
Bertrand I (rođen 2. veljače 1941) trenutni je poglavar Carske kuće Brazila. Naslijedio je svog brata Luiza de Orléans e Bragançu 15. srpnja 2022.
Treći je sin princa Pedra Henriquea od Orléans-Braganze i princeze Marije Elisabeth od Bavarske, njegova starija braća su, redom, princ Luiz od Orléans-Braganze koji je bio glava brazilske carske obitelji do 2022. i princ Eudes od Orléans-Braganze, koji se odrekao svojih dinastičkih prava na brazilsko prijestolje kako bi oženio pučanku.